# Mordellistena semirufa
Mordellistena semirufa es una especie de coleóptero de la familia Mordellidae. Fue descrita por Maeklin en 1875.

## Distribución geográfica
Habita en Brasil.